# Pseudomallada alarconi
Pseudomallada alarconi is een insect uit de familie van de gaasvliegen (Chrysopidae), die tot de orde netvleugeligen (Neuroptera) behoort. 
Pseudomallada alarconi is voor het eerst wetenschappelijk beschreven door Navás in 1915.